# La Vega (Soria)
La Vega es una localidad de la provincia de Soria, partido judicial de Soria,  Comunidad Autónoma de Castilla y León, España. Pueblo de la comarca de  Tierras Altas que pertenece al municipio de Yanguas.

Para la administración eclesiástica de la Iglesia católica, forma parte de la Diócesis de Osma la cual, a su vez, pertenece a la Archidiócesis de Burgos.

## Ubicación
Se encuentra en la carretera que une Yanguas con Enciso (La Rioja), en un desvío a la izquierda y por pista forestal no asfaltada.

## Paraje
Dentro del término municipal de La Vega se encuentra la Fuente de San Cabras, un salto de agua en forma de cascada.